# Præludium
Et præludium (latin praelūdium "forspil", af prae- "før" og lūdus "leg, spil") er et kortere musikstykke, der fungerer som forspil til noget andet. I kirken er præludiet indledning til gudstjenesten. 
I barokken fulgtes et præludium ofte af en fuga. Bach komponerede et antal Præludium-og-fuga for orgel – foruden sit Das Wohltemperierte Clavier. Siden Chopins 24 préludes, op. 28 har præludiet været frigjort af sin funktion som forspil.